# L'Amour ouf
L'Amour ouf is een Frans-Belgische muzikale romantische komedie uit 2024, geregisseerd en mede geschreven door Gilles Lellouche. De film is gebaseerd op de roman Jackie Loves Johnser OK? van de Ierse auteur Neville Thompson uit 1997. De hoofdrollen worden vertolkt door François Civil en Adèle Exarchopoulos.

## Verhaal
Het verhaal speelt zich af over een periode van twintig jaar en begint in de jaren 1980 in het noordoosten van Frankrijk. Twee tieners, Clotaire en Jackie, worden smoorverliefd ondanks hun tegengestelde sociale afkomst. Zij komt uit de hogere middenklasse, terwijl de jongen uit de arbeidersklasse komt. Hun liefdesverhaal is gedoemd te mislukken en de jongen komt in de criminaliteit terecht en brengt twaalf jaar in de gevangenis door. Na zijn vrijlating uit de gevangenis is Clotaire vastbesloten Jackie terug voor zich te winnen.

## Rolverdeling
| Acteur              | Personage           |
| ------------------- | ------------------- |
| François Civil      | Clotaire (28 jaar)  |
| Adèle Exarchopoulos | Jackie (25 jaar)    |
| Malik Frikah        | Clotaire (17 jaar)  |
| Mallory Wanecque    | Jackie (15 jaar)    |
| Alain Chabat        | vader van Jackie    |
| Anthony Bajon       | Tony                |
| Jean-Pascal Zadi    | Lionel              |
| Benoît Poelvoorde   | La Brosse           |
| Vincent Lacoste     | Jeffrey             |
| Élodie Bouchez      | moeder van Clotaire |
| Karim Leklou        | vader van Clotaire  |
| Raphaël Quenard     | Kiki (20 jaar)      |
| Louis Raison        | Clotaire (12 jaar)  |

## Productie
De film wordt geproduceerd door de Franse bedrijven Chi-Fou-Mi Productions, Trésor Films, Studiocanal, France 2 Cinéma en Cool Industrie, in coproductie met de Belgische bedrijven Artémis Productions, RTBF, Proximus, BeTV en Shelter Prod met steun van het Belgische Tax shelter.
De filmopnames gingen door van begin april 2023 tot einde september, met 88 draaidagen verspreid over 18 weken. Er werd gefilmd in verschillende regio's van Frankrijk, zoals Villeneuve-d'Ascq, Duinkerke, Lille, Douai, Valenciennes, Cambrai, Avesnes-sur-Helpe, Calais, Saint-Omer, Béthune, Lens, Arras, Boulogne-sur-Mer en Montreuil-sur-Mer, en aan het Institut Saint-Henri de Comines in Komen-Waasten in België.

## Release
L'Amour ouf ging op 23 mei 2024 in première op het Filmfestival van Cannes in de competitie voor de Gouden Palm.

## Prijzen en nominaties
De belangrijkste:
| Jaar | Prijs                   | Categorie   | Genomineerde(n)  | Uitslag     |
| ---- | ----------------------- | ----------- | ---------------- | ----------- |
| 2024 | Filmfestival van Cannes | Gouden Palm | Gilles Lellouche | Genomineerd |